# الكنيسة الأوكرانية الأرثوذكسية (بطريركية كييف)

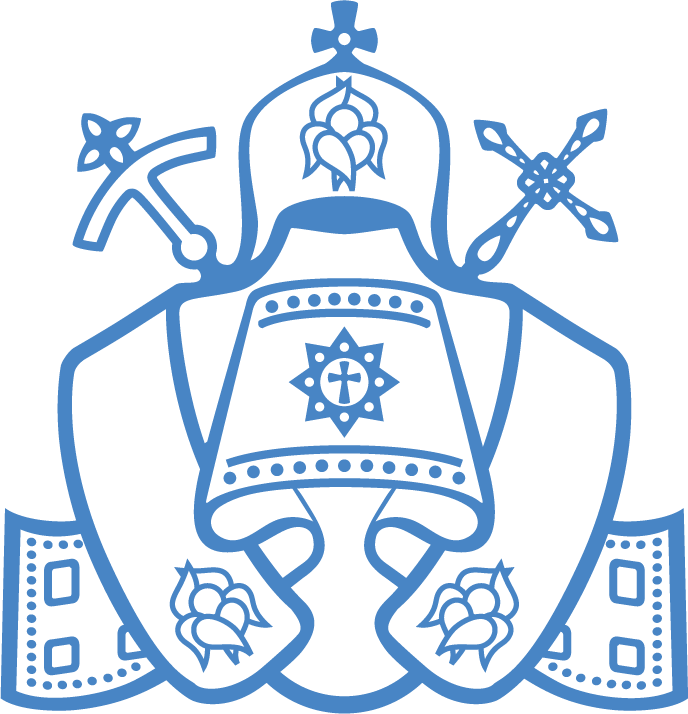
الكنيسة الأوكرانية الأرثوذكسية.

الكنيسة الأوكرانية الأرثوذكسية (بطريركية كييف) أُسست سنة 1992 ومقرها كييف، نتيجة اتحاد مجموعتين كنسيتين كانتا تدعوان إلى الاستقلال عن الكنيسة الروسية الأرثوذكسية. هاتان المجموعتان هما بعض الأساقفة التابعين للكنيسة الأوكرانية الأرثوذكسية (بطريركية كييف) تحت رئاسة المطران فيلارت، والكنيسة الأرثوذكسية المستقلة. وبحسب إحصائيات أجريت أواخر 2011 فإن الكنيسة الأوكرانية الأرثوذكسية (بطريركية كييف) هي أكبر كنيسة مسيحية أوكرانية من حيث عدد مؤمنيها.
كانت الكنيسة الأوكرانية الأرثوذكسية تابعة لبطريركية القسطنطينية منذ تنصير روسيا ونُقل مقرّ مطران كييف إلى مدينة فولوديمير نا كلازمي سنة 1299 وإلى موسكو سنة 1352. وانفصلت أبرشية موسكو عن كييف سنة 1448، واعترفت بها بطريركية القسطنطينية المسكونية سنة 1589. ولم تستطع الكنيسة الأوكرانية الانفصال عن الكنيسة الروسية في تلك الفترة الزمنية بسبب سير الأحداث التاريخية الوضع في أوكرانيا آنذاك.
ولكن بطريركية القسطنطينية المسكونية سنة 1924 قررت عدم شرعية نقل بطريركية كييف إلى موسكو. منح المجمع الأسقفي سنة 1990 الكنيسة الأوكرانية الأرثوذكسية الاستقلال وحقوق حكم ذاتي موسع. يترأس الكنيسة الأوكرانية الأرثوذكسية حالياً متربوليت كييف وسائر أوكرانيا أبيفانيوس الأول، هو أول راعي لهذه الكنيسة الأرثوذكسية. الكنيسة الأوكرانية الأرثوذكسية (بطريركية كييف) غير معترف بها حتى الآن.